# Charles Lenz
Charles-Henri Lenz (* 25. August 1912 in Genf; † 20. März 2008 in Bern) war ein Schweizer Zollbeamter.

## Leben

### Familie
Charles Lenz war der Sohn des gleichnamigen Lokführers der Schweizerischen Bundesbahnen Charles Lenz und dessen Ehefrau Frida (geb. Schaer). Er war verheiratet mit Maria (geb. Darmstädter-Schlatter).

### Werdegang
Nach dem Besuch eines Genfer Gymnasiums immatrikulierte sich Charles Lenz 1931 an der Universität Genf zu einem Studium der Volkswirtschaft, das er 1934 mit dem Lizenziat abschloss. 1941 promovierte er mit seiner Dissertation Les Interventions de la Confédération en faveur des industries d’exportation zum Dr. nat. oec.
Von 1935 bis 1951 war er Mitarbeiter in der Zollverwaltung in Genf und dort unter anderem im Zollfahndungsdienst tätig. 1938 erfolgte seine Versetzung nach Basel, bevor er 1947 nach Bern in die Oberzolldirektion versetzt wurde.
1951 erfolgte seine Ernennung zum 2. Sektionschef und 1953 zum 1. Sektionschef, bevor er 1954 durch den Oberzolldirektor Ernst Widmer zum Direktor des 6. Zollkreises in Genf befördert wurde.
Nach einem Strafermittlungsverfahren gegen Oberzolldirektor Ernst Widmer wurde Charles Lenz zum 1. Januar 1956 aus 48 Bewerbern vom Bundesrat zu dessen Nachfolger gewählt.
Nachdem er am 31. August 1977 in den Ruhestand getreten war, wurde der Vizedirektor der Oberzolldirektion Paul Affolter sein Nachfolger als Oberzolldirektor.

### Berufliches Wirken
In die Amtszeit von Charles Lenz fiel die Wandlung von bilateralen zu multinationalen Zolltarifabkommen, der Beitritt zum Gatt sowie die Anwendung von Freihandels- und Präferenzabkommen und bei den wiederkehrenden Verhandlungen über die Genfer Freizone.
Er wurde auch zum Ehrenpräsidenten im internationalen Zollrat gewählt, den er bereits vorher präsidiert hatte.

## Schriften (Auswahl)
- Les Interventions de la Confédération en faveur des industries d’exportation. Imprimerie du "Journal de Genève", Genf 1942.
- En marge de l'intégration économique de l’Europe. Chambre de commerce, Genf 1960.